# En la cocina huevos
En la cocina huevos es una canción de la banda Zas. Es otro de los temas más famosos y conocidos del grupo. Esta canción es perteneciente a Huevos, segundo álbum de estudio de la agrupación.

## Significado
Cuenta la historia[cita requerida] que Miguel Mateos, al estar totalmente cansado de la situación dictatorial en la Argentina, decidió hacer una canción que reflejara las precarias condiciones de libertad en este país.

## Reconocimientos
En 2007 fue considerada por la página Rock.com.ar como la 20.° mejor canción del rock argentino de la lista de Las 100 de los 40.